# フランシス・リンドリー
サー・フランシス・オズワルド・リンドリー（Francis Oswald Lindley、CC, CBE、KCMG、枢密顧問官、1872年6月12日 - 1950年8月17日)は英国の外交官。1931年から1934年まで、東京で駐日英国大使を務めた。

## 経歴
1872年6月12日生まれ。父はナサニエル・リンドリー男爵（Nathaniel Lindley）。オックスフォード大学を卒業後外務省に入省した。1905年から1908年まで、クロード・マクドナルド大使の下で2等書記官として駐日英国大使館に勤務した。
ソヴィエト連邦が成立したときはリガに勤務しており、彼はソヴィエトは領土拡張主義者であり、英国と問題を起こすと判断した。その後1920年から1921年まで駐オーストリア大使、1922年から1923年まで駐ギリシャ大使、1923年から1929年まで駐ノルウェー大使1929年から1931年まで駐ポルトガル大使を務めた後、日本に赴任した。
東京の大使公邸は関東大震災で焼失しており再建中であったため、夏の間を中禅寺湖の大使別荘で過ごし東京に戻ったが、1931年9月2日付けのタイムズ紙の編集者であるジェフリー・ドーソン（Geoffrey Dawson）に宛てた手紙で、リンドリーは「日本政府は中華民国との摩擦を避けようとしており、東京では大してすることがないであろう」と楽観的であった。ところが、その直後の9月18日に満州事変が勃発した。
満州事変は拡大し、中国はその解決を国際連盟に委ねた。国際連盟は10月24日に、日中両国に対し定められた期限内に軍隊を撤退させることを求めたが、リンドリーはこの決定は現実的ではないと不服であった。また、この決定は実際にはフランスが準備したものであったが、国際連盟英国代表ロバート・セシル卿がこれを後押しした。リンドリーは国際連盟自体に懐疑的であったが、セシル卿を特に嫌っていた。この後日本では英国に対する感情が悪化した。1932年1月第一次上海事変が勃発したが、リンドリーは日本の軍事行動は限定的で抑制的なものであろうと分析し、結果としてはこれは正しかった。
リットン調査団の報告書にも批判的であった。リンドリーは現場の近くにあって極東における英国の権益を守るための現実的な判断をしていたのだが、英国国内では「日本びいき」になっていると非難された。また、本人は否定したが、カナダの新聞社はリンドリーが「日本の友情は中国の友情より英国にとって意味がある」と述べたと報道し、騒ぎを引き起こした。
リンドリーは賜暇で1933年4月から10月まで英国で過ごしたが、この間にも日英関係改善のため英国外務省に出入りしており、一定の効果を上げた。クリスマス頃東京に戻り、新外務大臣広田弘毅に「我々の極東政策の礎石である日本との友好関係を保つという、多くの試練に耐えた制作に戻った」と報告することができた。
1934年4月28日、リンドリーは東京を去り、外交官を引退した。1935年から1949年までロンドン日本協会の理事長を務めた。1950年8月17日、ハンプシャーのオールスフォードで亡くなった。